# Tolerancja (technologia)
Tolerancja w sensie technologicznym to maksymalne, dopuszczalne odstępstwo od określonych parametrów technicznych, w trakcie produkcji danego urządzenia. 
Np. w trakcie selekcji oporników do różnych klas dokładności przyjmuje się, że w klasie dokładności jednoprocentowej powinien on mieć oporność 100 Ω z tolerancją ±1%. Wyselekcjonowany opornik może więc mieć faktyczną oporność od 99 do 101 Ω; jednocześnie pochodzący z tej samej serii produkcyjnej opornik selekcjonowany do klasy dwudziestoprocentowej może mieć 100 Ω ±20%, czyli od 80 do 120 Ω.
Zazwyczaj, dla zmniejszenia kosztów produkcji i zmniejszenia ilości odpadów, przyjmuje się maksymalną możliwą tolerancję jaka jest do zaakceptowania z punktu widzenia użytkowego.